# Скорик-Шкарівська Михайлина Михайлівна
Михайл́ина Мих́айлівна Ско́рик-Шкарівська (нар. 27 березня 1979, Дніпропетровськ)  — медіа-менеджер, журналіст, редактор ТБ, перекладач, аграрний аналітик. Член комітету, голова Київська незалежна медіа-профспілка (її наступник — Юрій Луканов). Очолювала КНМП з червня 2006 по вересень 2008 року. Мешкає в Ірпені, є депутатом Ірпінської міської ради.

## Освіта
- 2002 — диплом магістра журналістики з відзнакою (з правом викладати), Інститут журналістики Київського національного університету імені Тараса Шевченка
- 2002 — курси для репортерів спільної програми TACIS і KP Publications «Висвітлення передвиборчої кампанії і виборів в друкованих ЗМІ».
- 2009 — курси підвищення журналістської майстерності Digital Future of Journalism при Могилянській школі Журналістики (мігістерська програма НаУКМА)[4].

## Кар'єра в медіа
- Власна журналістська агенція Media Masters[5].
- 2014—2015 — головний редактор сайту podrobnosti.ua, телеканал «Інтер»[6].
- 2012—2014 — випусковий редактор ток-шоу «Ранок з Україною», редактор сайту sobytia.tv, телеканал «Україна».
- 2011 робота на каналі «Бізнес»[7].
- 2010—2011 — головний редактор порталу tochka.net [Архівовано 26 березня 2022 у Wayback Machine.], компанії digital ventures [Архівовано 15 січня 2012 у Wayback Machine.], що входить до групи СКМ.
- 2009—2010 — редактор відділу «Київ» газети «Лівий берег»[8].
- 2008 — політичний оглядач журналу «Профіль».
- 2007 — політичний оглядач «газети 24», редактор телеканалу «1+1», де, зокрема, робила шоу «Чорним по білому» з ведучим Анатолієм Борсюком.
- 2005—2006 — виконавчий редактор тижневика «Народне слово» (м. Київ)
- 2004—2005 — постійний автор спецпроєкту ОБСЄ і МБФ «Відродження» «Твій вибір» (політична вкладка до 52 регіональних видань зі збалансованим висвітленням перебігу президентської кампанії).
- 2002—2005 — політичний аналітик Українського незалежного центру політичних досліджень.
- 2001 — постійний автор і один з редакторів інтернет-видання ЗМІна.
- 1998—2004 — кореспондент, оглядач, завідувач відділом щоденної всеукраїнської газети «Україна молода».
- 1998 — спеціальний кореспондент тижневика «Сільські новини» (Дніпропетровська область).
- 1996—1998 — позаштатний автор газет «Україна молода», «Собор», «Дніпропетровськ», «Наше місто».

## Політична кар'єра
Під час парламентських виборів 2019 року балотувалася до ВРУ по 95-му виборчому округу (Ірпінь) від партії «Голос» як безпартійна. Набравши 7,3 % голосів посіла третє місце.
Була кандидатом на крісло мера міста під час місцевих виборів 2020 року. З результатом 8,87 % зайняла третє місце.. Голова фракції «Голос» в Ірпінській міській раді.
У 2020 році обрана депутатом 8-го скликання Ірпінської міської ради від партії «Голос», секретар постійної комісії з питань бюджету, фінансів, цін та ціноутворення при міськраді. Закріплена, як депутат, за округом № 4 в Ірпені.

## Профспілкова й громадська діяльність
- Січень 2014 року року — акція «Не стріляйте в журналіста!»[13].
- Травень 2010 року року — учасник руху Стоп цензурі![14].
- Листопад 2007 року року — початок кампанії «Не продаємося!», спрямованої проти замовних сюжетів на українському телебаченні.
- Серпень 2007 року — кампанія з повернення заробітної плати 60 співробітникам газети «Без цензури».
- Січень — березень 2007 року — консультант по трудовому конфлікту на телеканалі «Інтер», в результаті чого вдалося запобігти незаконному звільненню співробітників інформаційно-аналітичної служби.
- Вересень 2006 — грудень 2006 року — брала участь у начальному проєкті, спрямованому на боротьбу з цензурою в університетах України.
- Липень-серпень 2006 року — кампанія проти партійців, які побили знімальну групу телеканалу СТБ під стінами парламенту. Була ініціатором кампанії на захист журналістів, яких побив депутат «Партії регіонів» Олег Калашніков, що закінчилася вигнанням його з фракції й Ради[15].
- Липень 2006 — листопад 2007 року — тренер у низці професійних та профспілкових навчальних проєктах.
- Жовтень 2004 року — координатор акції проти темників Медведчука «Цензуру Геть»[16].
- 2002—2008 роки — була серед сподвижників, хто був причетний до пошуку могили Миколи Міхновського[17].

## Родина
Походить з родини дніпропетровських журналістів-дисидентів.
Чоловік — Сергій Шкарівський. Були одружені з 15 березня 2008 року. Загинув 19 серпня 2014 року під час російсько-української війни у бою в Іловайську.
Син — Іщенко Гліб Артемович (2015 р. н.).
Співмешканець — Іщенко Артем Олексійович.

## Видання й навчальні курси
- Дієвий краудфандинг: що потрібно знати громадській організації, щоб ефективно збирати пожертви через власний сайт[23].
- Як і для чого створюється ОСН. Посібник за досвідом Ірпеня. Співавторами є Наіля Лавровська та Тамара Буренко[24].
- Верифікація в інтернеті. Співавтор Віталій Мороз[25].
- Як розуміти соціальні мережі. Співавтор Віталій Мороз[26].

## Нагороди
- Премія Телетріумф-2007 за серію програм «Чорним по білому з Анатолієм Борсюком»[27].

## Цікаві факти
- Разом з колегами досліджувала творчість Миколи Міхновського і знайшла його могилу на Байковому цвинтарі[джерело?].
- У 2017 році потрапила до «чорного списку» Росії й Білорусі[28].